# JetBlue Airways

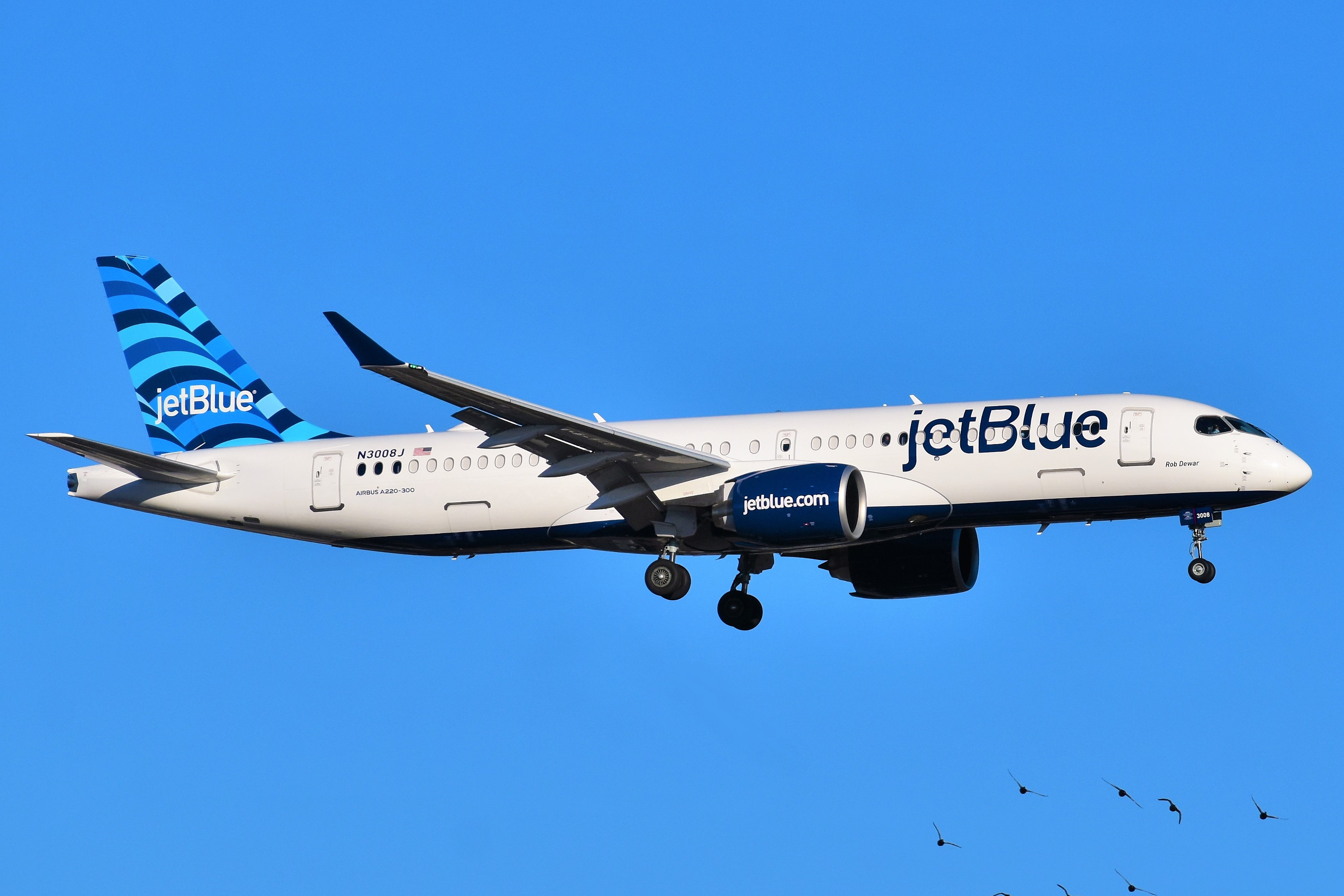
Airbus A220-300 w barwach JetBlue Airways

JetBlue Airways – amerykańskie linie lotnicze z siedzibą w Nowym Jorku. Obsługują połączenia krajowe oraz międzynarodowe (Ameryka Południowa, Kanada, Karaiby, Meksyk, Wielka Brytania). Głównym hubem jest port lotniczy Nowy Jork-JFK. Regionalny partner American Airlines, linie współpracują również z Polskimi Liniami Lotniczymi LOT.  

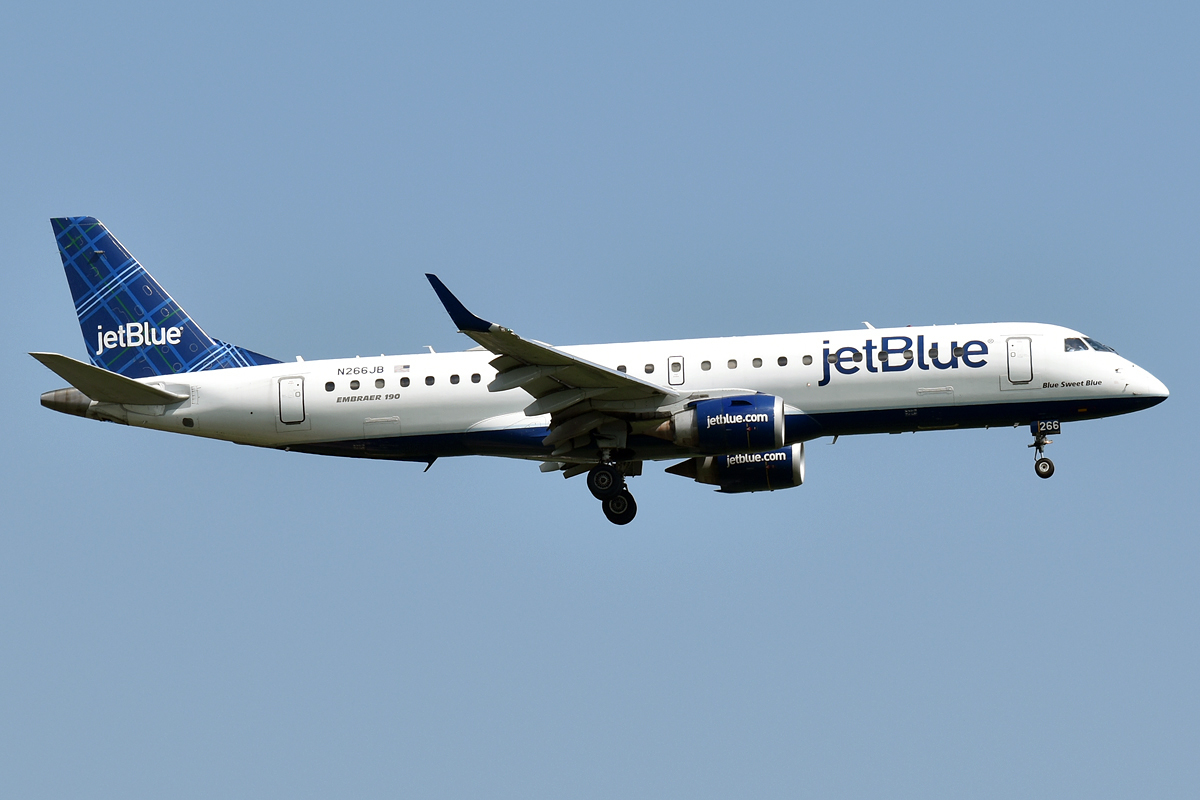
Embraer 190 należący do linii

Agencja ratingowa Skytrax przyznała JetBlue Airways 3 gwiazdki.  

## Połączenia
W 2025 JetBlue realizował połączenia na trasach krajowych i międzynarodowych do 80 lotnisk w 34 krajach.
Ze swoich węzłów przesiadkowych operował na następującej liczbie tras:
| Port lotniczy   | Port lotniczy | Liczba kierunków | Źródło |
| Miasto          | IATA          | Liczba kierunków | Źródło |
| --------------- | ------------- | ---------------- | ------ |
| Boston          | BOS           | 74               | [ 9 ]  |
| Fort Lauderdale | FLL           | 34               | [ 10 ] |
| Newark          | EWR           | 13               | [ 11 ] |
| Nowy Jork       | JFK           | 83               | [ 12 ] |
| Orlando         | MCO           | 27               | [ 13 ] |
| San Juan        | SJU           | 18               | [ 14 ] |

## Flota
Według stanu na sierpień 2025 flota JetBlue składała się z 289 samolotów o średnim wieku 12,2 lat:
| Samolot         | Samolot | Samolot   | Liczba miejsc | Liczba miejsc | Liczba miejsc | Uwagi                             |
| Model           | Aktywne | Zamówione | B             | E             | Łącznie       | Uwagi                             |
| --------------- | ------- | --------- | ------------- | ------------- | ------------- | --------------------------------- |
| Airbus A220-300 | 51      | 49        | -             | 140           | 140           | W trakcie dostawy od grudnia 2020 |
| Airbus A320-200 | 129     | -         | -             | 150           | 150           |                                   |
| Airbus A320-200 | 129     | -         | -             | 162           | 162           |                                   |
| Airbus A321-200 | 63      | -         | 16            | 143           | 159           |                                   |
| Airbus A321-200 | 63      | -         | -             | 200           | 200           |                                   |
| Airbus A321neo  | 37      | 4         | 24            | 114           | 138           |                                   |
| Airbus A321neo  | 37      | 4         | 16            | 144           | 159           |                                   |
| Airbus A321neo  | 37      | 4         | -             | 200           | 200           |                                   |
| Embraer ERJ-190 | 9       | -         | -             | 100           | 100           | Planowane wycofanie do końca 2026 |
| Łącznie         | 289     | 53        |               |               |               |                                   |

### Użytkowane w przeszłości
| Samolot         | Samolot  | Okres dostawy | Okres wycofania | Uwagi |
| Model           | Wycofane | Okres dostawy | Okres wycofania | Uwagi |
| --------------- | -------- | ------------- | --------------- | ----- |
| Airbus A320-200 | 13       | 2001-2003     | 2007-2025       |       |
| Embraer ERJ-190 | 54       | 2005-2013     | 2008-2025       |       |
| Łącznie         | 67       |               |                 |       |